# Суйта
Су́йта (яп. 吹田市, すいたし, МФА: [sui̯ta ɕi̥]?) — місто в Японії, в префектурі Осака.  Входить до списку особливих міст Японії.   Отримало статус міста 1940 року. Площа становить 36,11 км². Станом на 1 липня 2012 року населення складало 359 534  осіб, густота населення — 9960 осіб/км².     

## Демографія
Згідно з даними перепису населення Японії, населення Суйта постійно збільшується. Пік приросту припав на 60-ті — 80-ті роки. Станом на 1 жовтня 2020 року населення складало 376 101 особа, густота населення — 10 683 осіб/км². Чоловіків — 185 305 осіб, жінок — 200 262 особи.

## Історія
Суйта отримала статус міста 1 квітня 1940 року.

## Уродженці
- Уецудзі Юмі (* 1987) — японська футболістка.